# Gringo Loco
Charlie Santo (nacido el 20 de julio de 1985), más conocido por el nombre en el ring Gringo Loco, es un luchador profesional estadounidense, que actualmente trabaja en el circuito independiente. Es conocido por su paso por Game Changer Wrestling (GCW).

## Carrera
Santo comenzó su carrera en 2000, luchando en el circuito independiente en México. Hizo su debut en Game Changer Wrestling (GCW) en 2018. A lo largo de 2021 y 2022, hizo varias apariciones para GCW y Major League Wrestling (MLW).
El 30 de agosto de 2023, hizo su debut en All Elite Wrestling en Rampage, haciendo equipo con Kip Sabian, perdiendo ante El Hijo del Vikingo y Nick Wayne.

## Campeonatos y logros
- Warrior Wrestling
  - Warrior Wrestling Lucha Championship (1 vez)
- DEFY Wrestling
  - DEFY PrimoLucha Championship (1 vez, inaugural)
  - DEFY PrimoLucha Championship Tournament (2023)
- Absolute Intense Wrestling
  - AIW Tag Team Championship (1 vez) - con Steve Pain
- House of Glory
  - HOG Cruiserweight Championship (1 vez)
- The Wrestling Revolver
  - PWR Remix Championship (1 vez)
- Demand Lucha
  - Lucha Premier Championship (1 vez)
  - Demand Royal Canadian Tag Team Championship (1 vez) - con Arez
- GALLI Lucha Libre
  - GALLI Tag Team Championship (1 vez) - con Golden Dragon
  - GALLI Indiscutible Championship (1 vez)
- DREAMWAVE Wrestling
  - DREAMWAVE Alternative Championship (1 vez)
- México
  - Campeonato de Tríos del Distrito Federal (1 vez)